# 대한민국 민법 제379조
대한민국 민법 제379조는 법정이율에 대한 민법 채권법 조문이다. 법이 정한 이자를 연간 5%로 하는 조항이다. 

## 조문
제379조(법정이율) 이자있는 채권의 이율은 다른 법률의 규정이나 당사자의 약정이 없으면 연 5분으로 한다.

第379條(法定利率) 利子있는 債權의 利率은 다른 法律의 規定이나 當事者의 約定이 없으면 年 5分으로 한다.

## 비교 조문
제404조(법정이율) 이자를 발생시킬 채권에 관하여 별단의 의사표시가 없을 때에는 그 이율은 연 5부로 한다.

## 참고 문헌
- 오현수, 일본민법, 진원사, 2014. ISBN 978-89-6346-345-2
- 오세경, 대법전, 법전출판사, 2014 ISBN 978-89-262-1027-7
- 이준현, LOGOS 민법 조문판례집, 미래가치, 2015. ISBN 979-1-155-02086-9